# Pajares (Cuenca)
Pajares es una localidad española perteneciente al municipio conquense de Sotorribas, en la comunidad autónoma de Castilla-La Mancha. Está situada en el corazón del Campo de Ribatajada (Campichuelo).

## Historia
A mediados del siglo XIX, el lugar, por entonces con ayuntamiento propio, contaba con una población de entre 80 y 119 habitantes. La localidad aparece descrita en el decimosegundo volumen del Diccionario geográfico-estadístico-histórico de España y sus posesiones de Ultramar de Pascual Madoz de la siguiente manera:

PAJARES: ald. con ayunt. en la prov., dióc. y part. jud. de Cuenca (5 leg.), aud. terr. de Albacete (20) y c. g. de Castilla la Nueva (Madrid 24): sit. en terreno llano y a corta dist. del arroyo Rabaque, con clima frio, bien ventilado y sano. Consta de 27 casas de pobre construccion y escasas comodidades: próximo al pueblo, y al E. hay una fuente de buena agua de la que se surten los vec, la igl. parr., aneja de la de Ribatajada, está servida por un teniente nombrado por el cura de su matriz. Confina el térm. por N. y O. Ribatajada; E. Ribatajadilla, ambos del part. de Priego, y S. Torrecilla: su terreno es poco productivo á escepcion de algunas obradas de tierra que por ser de regadío, pagan mejor el trabajo que en su cultivo se emplea, y alguna que otra huerta en la que hay frutales y hermosas nogueras; lo restante está poblado de pinos y robles; el citado arroyo cruza una parte de su término, y sirve para regar algunas heredades: los caminos son locales y en mal estado: la correspondencia se recibe de Cuenca sin tener día fijo, habiendo de enviar los interesados por ella. prod.: trigo, centeno, algunas patatas y poco cáñamo; se cria ganado lanar y caza mayor aunque no con abundancia, liebres, perdices y conejos. ind.: la agrícola y pecuaria; pero la primera se halla en mal estado, por lo estéril del terreno. comercio: la venta de algun grano y corderos. pobl.: 20 vec., 80 alm., segun datos oficiales; pero por noticias fidedignas nos consta tiene 30 de los primeros y 119 de las segundas, cap. prod.: 229,960 rs. imp.: 11,498: el presupuesto municipal, sin cuota fija, se cubre con los productos del horno de propios.
(Madoz, 1848, p. 516)

## Demografía
En 2022 estaba habitada por 32 personas, 17 varones y 15 mujeres (INE), aunque muchas otras ocupan la localidad en fechas vacacionales. Sus habitantes obtienen su sustento principalmente de la agricultura.
| Gráfica de evolución demográfica de Pajares (Cuenca) entre 2000 y 2016                           |
|                                                                                                  |
| Población de derecho (2000-2016) según los censos de población del INE a 1 de enero de cada año. |